# Općina Hoče – Slivnica
Općina Hoče – Slivnica (slo.:Občina Hoče - Slivnica) je općina u sjevernoj Sloveniji u pokrajini Štajerskoj i statističkoj regiji Podravskoj. Središte općine je naselje Spodnje Hoče sa 	2.109 stanovnika. 

## Zemljopis
Općina Hoče – Slivnica nalazi se u sjevernom dijelu Slovenije. Zapadni dio općine se prostire na sjevernim istočnim padinama Pohorja, dok je istočni dio općine ravničarski, u širokoj dolini Drave.
U općini vlada umjereno kontinentalna klima. Na području općine ima samo manjih vodotoka, koji su u slivu rijeke Drave.

## Naselja u općini
Bohova, Čreta, Hočko Pohorje, Hotinja vas, Orehova vas, Pivola, Polana, Radizel, Rogoza, Slivnica pri Mariboru, Slivniško Pohorje, Spodnje Hoče, Zgornje Hoče

## Vanjske poveznice
- Službena stranica općine